# Plectosphaera selaginellae
Plectosphaera selaginellae är en svampart som beskrevs av M.L. Farr 1968. Plectosphaera selaginellae ingår i släktet Plectosphaera och familjen Phyllachoraceae.   Inga underarter finns listade i Catalogue of Life.